# Escudo de Santa Lucía
El Escudo de Armas de Santa Lucía, una pequeña nación caribeña ubicada al norte de Trinidad y Tobago, fue diseñado por Sydney Bagshaw y adoptado formalmente el 8 de enero de 1979 por disposición de la Reina Isabel II del Reino Unido. El nuevo diseño, el cual sustituye una versión anterior del mismo Bagshaw adoptado en 1967, incorpora en un campo de azur una rosa de oro y gules, símbolo de la dinastía Tudor del Reino Unido; una flor de lis de oro, símbolo de la herencia francesa de la isla y un taburete del mismo metal, símbolo de la herencia africana. El escudo está sujeto por un par de figuras (tenantes o soportes en términología heráldica) de loros, las aves nacionales de la isla, en sus colores naturales. Timbra un yelmo con burelete y lambrequín de oro y azur surmontado por una cimera con forma de antebrazo que sujeta una antorcha, símbolo de guía hacia el progreso. En la parte inferior del escudo se sitúa una cinta de oro cargada con el lema: "The Land. The People. The Light" (en castellano, "La Tierra. El Pueblo. La Luz") en letras de sable.
El escudo de armas no puede ser reproducido sin el permiso expreso del Gobierno de Santa Lucía.

## Historia
Santa Lucía fue colonizada por los ingleses en 1638, se convirtió en francés en 1642 y hasta 1814 la isla cambia de manos entre Francia e Inglaterra 15 veces, finalmente se convirtió en inglés en 1814. En 1838, Santa Lucía pasó a formar parte de la colonia de las Islas de Barlovento, y desde 1958 hasta 1962 fue parte de la Federación de las Indias Occidentales. En 1979 la isla se independizó.

### Heráldica
La insignia de la Isla, adoptada en 1889, era una imagen de la isla con un puerto en el que están anclados cuatro veleros. En el muelle izquierdo se encuentra la insignia real, en el derecho la insignia roja. En la base está el lema: STATIO HAUD MALEFIDA CARINIS (en español: Puerto seguro para los barcos).
El primer escudo de armas de la Isla fue otorgado el 16 de agosto de 1939.
- Armas: De sable, una cruz de bambú de oro. En el primer y cuarto cuartel una rosa, símbolo de la dinastía Tudor del Reino Unido y en el segundo y tercer cuartel una flor de lis, símbolo de la herencia francesa de la isla, todos de oro.
- Coronado con la Corona del Estado Imperial.
- Lema: STATIO HAUD MALEFIDA CARINIS (el mismo que aparece en el escudo colonial de la isla).

Tras la concesión de la autonomía interior el 1 de marzo de 1967 se cambió y aumentó el escudo de armas:
- Armas: De oro, una cruz de bambú de sable cargada con un taburete del mismo metal de oro, símbolo de la herencia africana, en el primer y cuarto cuartel una rosa, símbolo de la dinastía Tudor del Reino Unido y en el segundo y tercer cuartel una flor de lis, símbolo de la herencia francesa de la isla, todos de sable.
- Timbre: Un yelmo con  burelete y lambrequines de oro, cimado por la figura de un antebrazo que sostiene una antorcha y dos hojas de caña de azúcar en aspa, todos de oro.
- Tenantes: Dos loros propiamente dichos, todos de oro.
- Lema: THE LAND,  THE PEOPLE,  THE LIGHT (en español: La tierra, la gente, la luz) en letras de oro sobre una cinta negra.

### Versiones históricas

Insignia de Santa Lucía desde 1875 hasta 1939
Armas de Santa Lucía desde 1939 hasta 1967
Escudo de armas de Santa Lucía (1967-1979)